# 特洛伊 (亚拉巴马州)
特洛伊（英語：Troy）是美国亚拉巴马州派克县的一座城市。根据2000年的人口普查该市有13,935名居民，它是派克县的县府。特洛伊大学（前州立特洛伊大学）位于这里。
布吉伍吉钢琴家派因托帕·史密斯出生于特洛伊。

## 历史
特洛伊本来是印第安人的一个狩猎地，美国的殖民者于1824年开始在此定居。几经易名后1838年被定名为特洛伊。
为了促进移民过程，以及为了加速信件从华盛顿到新奥尔良的传递速度美国于1805年建造了联邦公路。1824年又建造了一条军用道路，特洛伊就位于这条道路上。虽然这条路对于运输军用物资实际上没有起多少作用，但是许多移民沿这条道路来到这里。

## 地理
特洛伊的地理位置是北纬31°48'7"，西经85°58'2"。
根据美国人口调查局的数据，特洛伊的总面积为68.2平方公里，其中68.0平方公里为陆地面积，0.2平方公里（0.34%）为水域面积。

## 人口
根据2000年的人口普查数据特洛伊共有13,935名居民，分5,583个户和3,187个家庭。城市的人口密度为205.0人/平方公里。市民中58.89%是白人、38.56%是美国黑人、0.26%是美洲土著人、0.69%是亚洲人、0.01%是太平洋土著人、0.44%是其它人中。1.15%是混血儿。西班牙裔或拉丁美洲裔的人占1.30%。
市内的5,583个户中有28.1%有18岁以下的未成年人、36.6%是结婚夫妇、17.2%是带孩子的独身妇女、42.9%不是家庭、33.4%是单身汉、11.1%有65岁以上的老年人。平均每户有2.28人，每个家庭的平均大小是2.98人。
市内的人口结构为22.6%在18岁以下、24.2%在18至24岁之间、24.6%在25至44岁之间、17.5%在45至64岁之间、11.1%在65岁以上。居民的平均年龄为27岁。女子对男子的性别比为100：86.0。18岁以上的成年人的性别比为100：81.8。
市内居民的每户平均年收入为25,352美元，每个家庭的平均年收入为39,601美元。男子的平均年收入为29,190美元，女子的平均年收入为20,368美元。人均年收入为15,589美元。约17.7%的家庭和23.5%的居民生活在贫困线以下，其中包括27.5%的未成年人和19.8%的老年人。

## 名人
- 派因托帕·史密斯，布吉伍吉音乐家
- 汉克·威廉姆斯，乡村音乐歌手

31°48′N 85°58′W / 31.800°N 85.967°W